# Jacob Aall
Jacob Aall (ou Jacob Aal; Porsgrunn, 27 de julho de 1773 — Arendal, 4 de agosto de 1844) foi um escritor e político norueguês.
Estudou primeiro teologia, historia antiga do seu país e ciências naturais; frequentou depois varias academias de minas na Alemanha, as universidades de Kiel, Leipzg e Gutting,  a e finalmente tomou a direcção das minas de  seu pai, em Arendal.
Tanto na Assembleia Nacional, reunida em 1814, em Eisdsvold, como depois no Storthing foi chefe de um grupo unionista. Os Ezndringer  (Reminiscências) contem  importantes dados para os preliminares da historia da união sueca-norueguesa Foram escritas de 1800 a 1816, e figuram entre as melhores do seu género. É  autor de outras obras importantes.
Seu  filho João Jorge nasceu em 1806  e faleceu em  1894   Foi, de 1816 a   1877,  governador da província de Bratsberg e por muito tempo um dos membros mais influentes do Storthing, cuja presidência ocupou de 1851 a 1869.